# Errett Lobban Cord

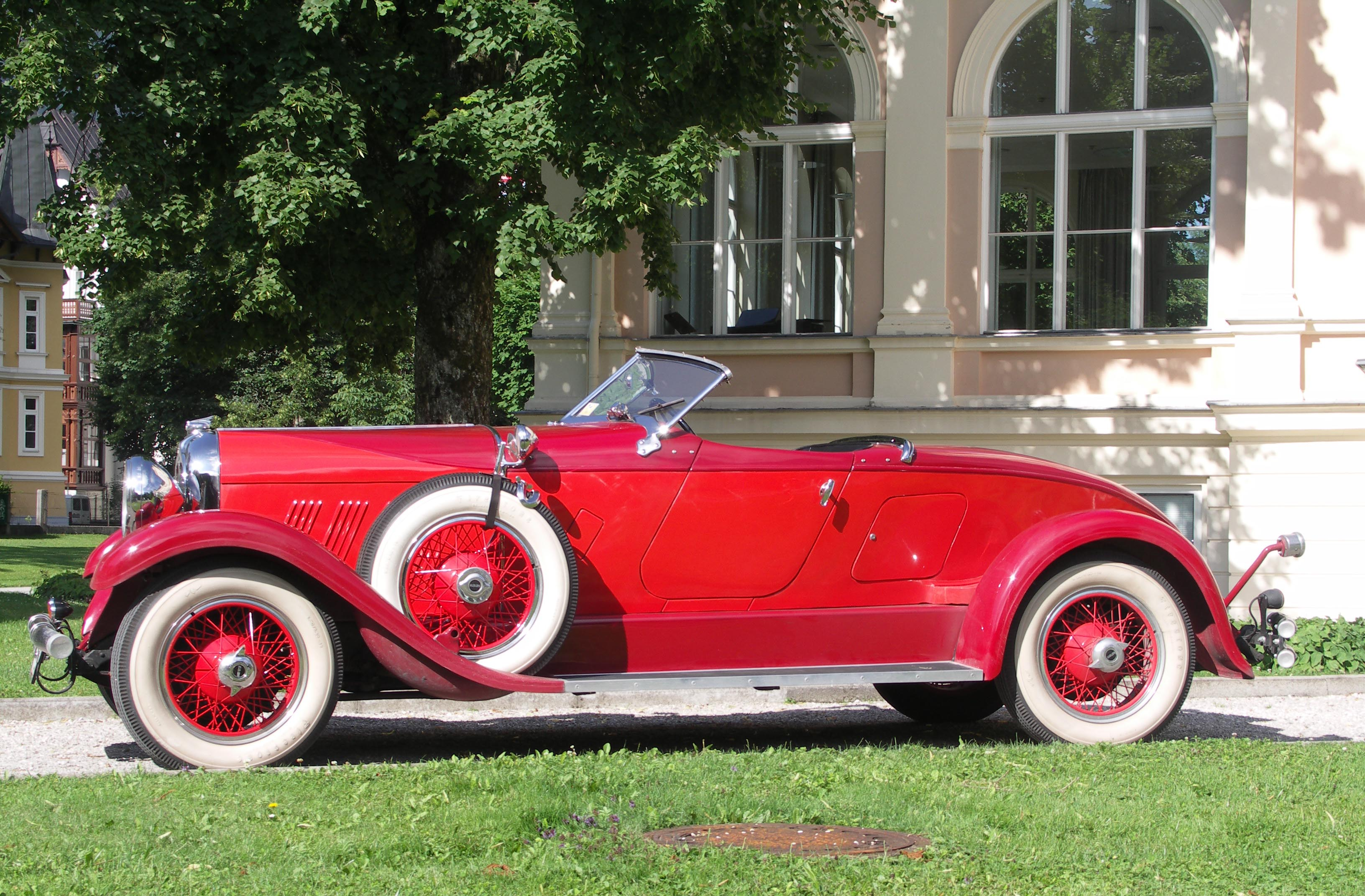
Auburn 8-90 Speedster (1929)

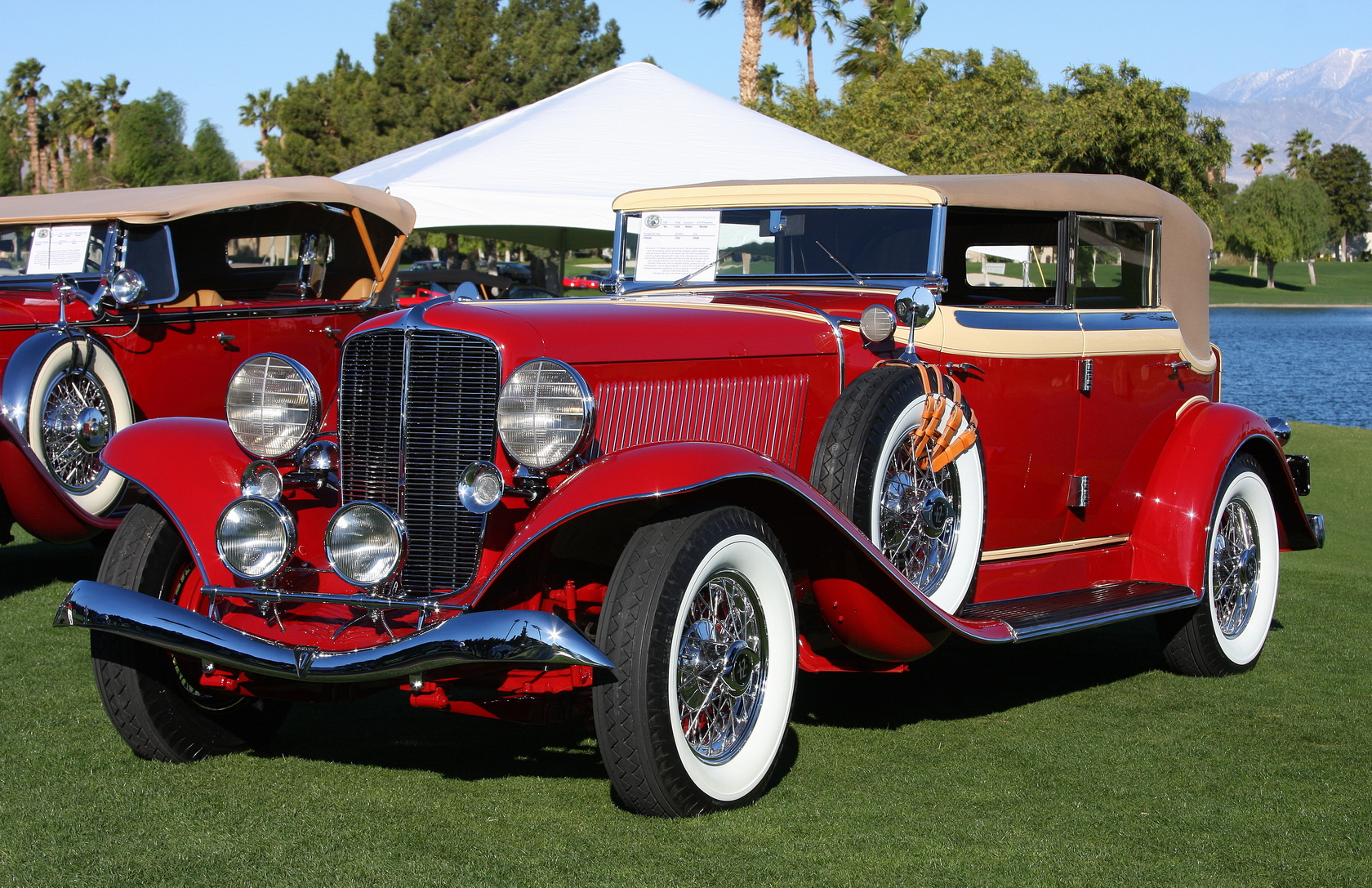
Auburn V12 Phaeton (1934)

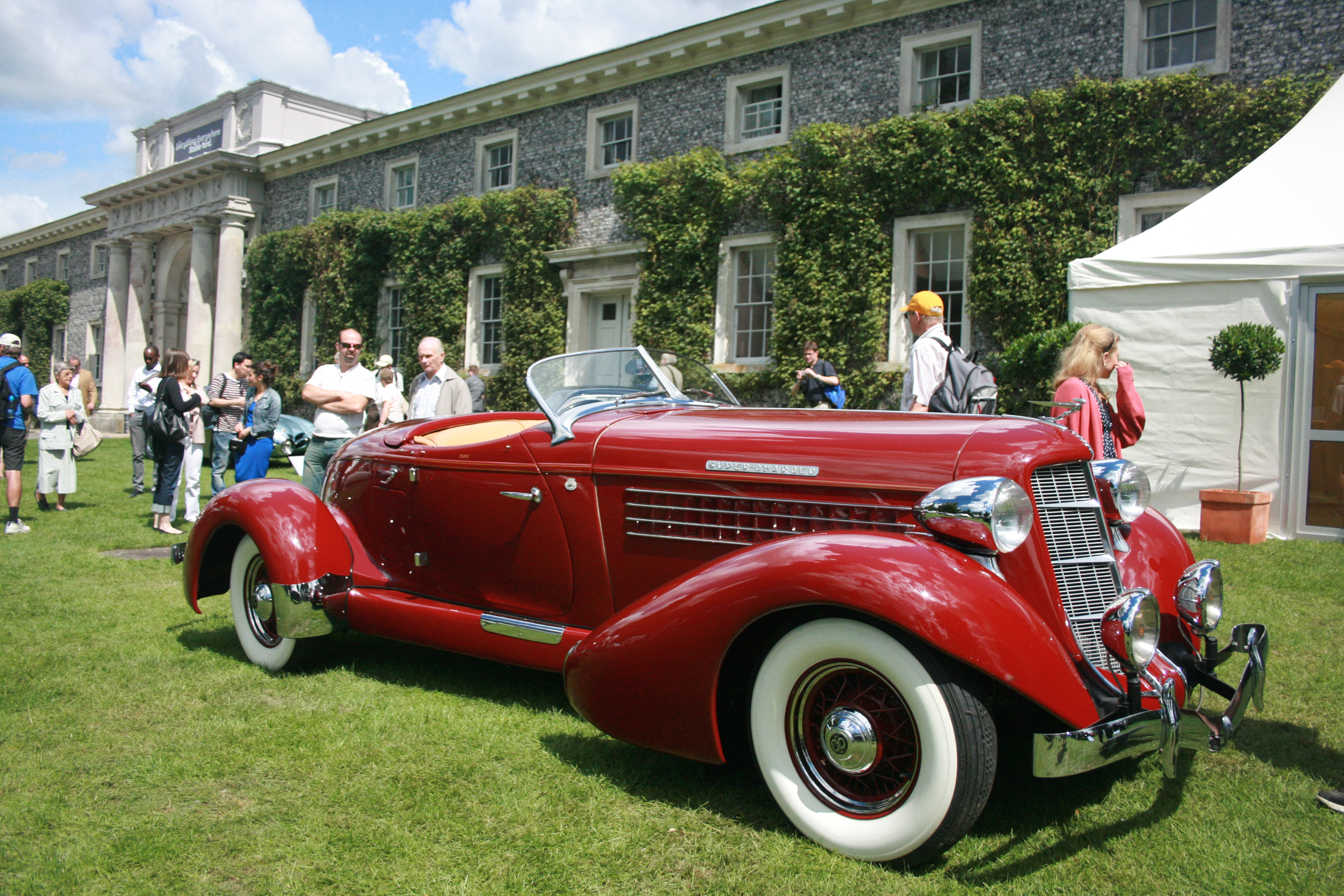
Auburn 851 Speedster (1935)

Errett Lobban "E. L." Cord (20 de julio de 1894 - 2 de enero de 1974) fue un ejecutivo estadounidense, considerado un líder en el transporte de su país durante principios y mediados del siglo XX. Fundó Cord Corporation en 1929, una sociedad de cartera con más de 150 empresas bajo su control, principalmente en el campo del transporte.

## Semblanza
Nacido en Warrensburg (Misuri), Cord había sido piloto de carreras, mecánico y vendedor de automóviles antes de que se le ofreciera la oportunidad de administrar la Auburn Automobile Company en 1924, una empresa por entonces al borde de la quiebra. 
En 1928 ya controlaba Auburn, que en 1931 era el decimotercer vendedor de coches en los Estados Unidos. Durante 1934 se mudó a Inglaterra, según informes disponibles, debido a amenazas de secuestro. Regresó a los Estados Unidos en 1936, pero poco después fue investigado por la Comisión de Bolsa y Valores por sus transacciones con acciones de Checker Cab. En 1937 vendió Cord Corporation a la Aviation Corporation y se retiró a Los Ángeles para hacerse aún más rico dedicado a los negocios inmobiliarios.
Fue propietario de varias de las primeras emisoras de radio y de televisión inicialmente en California y luego en Nevada, donde se mudó en la década de 1940. En las letras de identificación de su estación de radio de Los Ángeles, KFAC, AC significa Auburn Cord. En Reno, fundó la KCRL-TV y radio en la década de 1950, que operó durante más de 25 años. Las siglas 'CRL' de identificación de la estación significaba "Circle L", un rancho propiedad de Cord en el desierto de Nevada.
Durante la década de 1940 reemplazó a un legislador del estado de Nevada que murió a la mitad de su mandato y nuevamente saltó a la fama como político en su vida posterior. En 1958 se le pidió que se postulara para gobernador de Nevada, pero se negó y nunca explicó por qué. Murió en 1974 en su rancho de Reno (Nevada), a los 79 años de edad, víctima de un cáncer.

## Cord Corporation
La corporación fundada por Cord controlaba la Auburn Automobile Company, que fabricaba los automóviles Auburn y Cord; los motores Lycoming; Duesenberg Inc; la Corporación de Construcción Naval de Nueva York; Checker Cab; la Compañía de Aeronaves Stinson; y American Airways (posteriormente American Airlines), entre otras participaciones. La División de Desarrollo de Aeronaves, (Erret L) Cord Mfg Co, jugó un papel decisivo en el desarrollo del avión de pasajeros Vultee V-1, que generó una serie de aviones de pasajeros y aviones militares diseñados por el ingeniero Gerard Vultee de Vultee Aircraft, integrada en AVCO.

## Reconocimientos
- 1932 y 1934: dos portadas de la revista estadounidense Time (18 de enero de 1932 y 23 de abril de 1934).
- 1974: fundación del Museo del Automóvil Auburn Cord Duesenberg en Auburn (Indiana) (1600 S. Wayne St) .
- 1976: incluido en el Salón de la Fama del Automóvil, una importante distinción reservada para personalidades del mundo del automóvil.[2]

## En la cultura popular
- Gram Parsons escribió una canción sobre Cord llamada "The New Soft Shoe" que apareció en su primer lanzamiento en solitario, titulado GP.